# Lophoptera squamigera
Lophoptera squamigera är en fjärilsart som beskrevs av Achille Guenée 1852. Lophoptera squamigera ingår i släktet Lophoptera och familjen nattflyn. Inga underarter finns listade i Catalogue of Life.